# Paraboea tribracteata
Paraboea tribracteata là một loài thực vật có hoa trong họ Tai voi. Loài này được D. Fang & W.Y. Rao mô tả khoa học đầu tiên năm 1995.